# Jean Croiset
Pour les articles homonymes, voir Croiset.
 (août 2021).
Si vous disposez d'ouvrages ou d'articles de référence ou si vous connaissez des sites web de qualité traitant du thème abordé ici, merci de compléter l'article en donnant les références utiles à sa vérifiabilité et en les liant à la section « Notes et références ».
Jean Croiset, plus connu sous le nom de Père Croiset, né à Marseille le 28 août 1656 et mort à Avignon le 31 janvier 1738, est un prêtre jésuite, professeur, théologien et homme de lettres français.
Il est célèbre pour ses ouvrages intitulés L'Année chrétienne et Les Vies des Saints pour tous les jours de l'année (1723).

## Biographie
Jean Croiset s’est fait un
nom dans l’histoire de la spiritualité par ses écrits ascétiques, 
largement diffusés, et plus spécialement par sa
collaboration à la propagation de la dévotion au Sacré-Cœur. 
Il naquit à Marseille le 28 octobre 1656 et fut
admis au noviciat de la Compagnie de Jésus le 16 décembre 
1677. En troisième année de théologie (1689), il
entre en relation épistolaire avec Marguerite-Marie Alacoque. 
Il est déjà gagné à la dévotion, alors toute nouvelle, 
au Sacré-Cœur. Par quelle voie en eut-il connaissance ?
Fut-ce par relations personnelles avec Claude La
Colombière, mort en 1682, ou par la lecture de la 
Retraite spirituelle du bienheureux, publiée en 1684 ? Probablement 
un groupe de disciples du directeur de la sainte,
parmi lesquels le Père de Gallifet occupe un des premiers 
rangs, la lui révèle. L’impétuosité de son caractère 
porte à croire que ce fut peu après avoir découvert
cette dévotion, qu’il s’adresse directement à Marguerite-Marie. 
A l’automne 1689, en compagnie du Père de
Villette, il va la voir à Paray-le-Monial.
Les lettres de Croiset à la visitandine n’ont pu être
jusqu’ici retrouvées. Dix lettres de la sainte ont été
publiées pour la première fois, sauf la seconde déjà
connue, en 1889-1890 dans le Messager du Cœur de Jésus
et réunies en volume : Courte biographie et lettres inédites de la B. Marguerite-Marie (texte critique et histoire 
des lettres dans Gauthey, Vie et œuvres de la bienheureuse, 
t. 2, p. 511-620). La première date du 14 avril
1689. Marguerite-Marie mourait l’année suivante, le
17 octobre. Entre la visitandine et le jeune religieux qui
se préparait à l’ordination sacerdotale, qu’il devait
recevoir en mars 1690, on ne peut dire que se soient
nouées des relations de direction spirituelle. Comme l’a
montré l’abbé Décréau (Ami du Clergé, 20 avril 1950),
Croiset demande conseil plus qu’il n’en donne. Il s’agit
plutôt d’une collaboration dans un même zèle pour la
diffusion de la dévotion.
Pour faire connaître la dévotion, un premier recueil
de prières et de pratiques avait paru, connu sous le nom
de Recueil de Dijon. Quoiqu’il se répandit rapidement,
répondant à un besoin et à une attente, il demeurait
insuffisant, faute d’un exposé doctrinal substantiel.
Marguerite-Marie cherchait l’écrivain qui pût mener à
bien cette tâche. Elle en parle à peu près à la même
époque aux Pères Froment et Croiset. Celui-ci est le plus
prompt à exécuter le projet. Grâce à ses soins, d’abord,
le Recueil de Dijon est réimprimé à Lyon en 1689, sous
son titre primitif La dévotion au Sacré-Cœur de Notre-Seigneur Jésus-Christ, « avec les additions d’un très
saint religieux ». Non content de ce premier travail,
Croiset, en achevant ses études théologiques, rédige un
ouvrage de plus longue haleine et, Marguerite-Marie
étant morte sur ces entrefaites, il se hâte d’ajouter un
Abrégé de la vie de la sœur Marguerite-Marie Alacoque…,
qui fera connaître dans quelles circonstances la nouvelle
dévotion a pris naissance. Le volume paraît à Lyon, en
1691 : La Dévotion au Sacré Cœur de Notre-Seigneur Jésus-Christ. Il connut aussitôt un vif succès et contribua 
largement à faire connaître la nouvelle dévotion.
Il suscita aussi des oppositions, auxquelles ne fut pas
étranger le zèle trop ardent de Croiset, à Lyon, auprès
des jeunes gens du collège dont la conduite spirituelle
lui était confiée, et des jeunes religieux. Critiqué auprès
de ses supérieurs, il fut, pour le bien de la paix, écarté
de Lyon en 1693. Dix ans plus tard, l’ouvrage, dans son
édition de 1694, fut inscrit au catalogue de l’Index
(décret du 11 mars 1704), sans que des contemporains
aussi bien informés que J. de Galliffet, qui fut assistant
de France à Rome, ait pu en connaître la raison véritable. Le livre ne fut retiré de l’Index que le
29 août 1887, sur les instances de Mgr J. Stadler, archevêque 
de Serajevo, qui en préparait une traduction
croate. Néanmoins de multiples éditions et traductions,
avec des modifications de détail, se succédèrent au
cours du 18e siècle.
Envoyé à Arles, ensuite à Avignon, Croiset y enseigne
la philosophie, puis la théologie à Marseille et à Aix. Il
est nommé supérieur à Marseille (1703-1708). Lyon le
revoit en 1708. Il y est instructeur du 3e An en 1711.
Après un nouveau séjour à Avignon et à Aix (recteur
du collège, 1713-1716), il est nommé recteur du collège
de la Trinité à Lyon (1716-1719), puis de la maison
Saint-Joseph (1719-1723), maître des novices à Avignon
(1723-1729), provincial de Lyon (1729-1732). Enfin, il se
retire à Avignon, où il meurt le 18 janvier 1738.
Au cours de cette longue carrière d’enseignement, de
direction spirituelle, de gouvernement, Croiset ne cessa
de composer des ouvrages spirituels, dont les éditions
multipliées attestent le succès.
Ce fut d’abord la Retraite spirituelle pour un jour chaque mois (Lyon, 1694). La première édition comporte, 
après des généralités sur la retraite, six séries de
méditations, les mêmes sujets revenant deux fois dans
l’année : janvier et juillet, etc. Chaque journée comporte 
trois méditations, dont la troisième « Des sentiments 
que nous aurons à l’heure de la mort » est identique 
pour chaque mois. Les éditions postérieures,
considérablement augmentées, comportent douze séries
de méditations, une par mois. Si le thème de la mort est
repris invariablement à la troisième méditation de la
journée, le point de vue sous lequel il est abordé varie
cependant chaque fois. Les brèves Réflexions chrétiennes
placées à la fin du volume, développées, forment plus
tard un volume, publié tantôt comme second volume
de la Retraite spirituelle, tantôt en ouvrage autonome,
sous le titre Réflexions chrétiennes sur divers sujets de morale, utiles à toutes sortes de personnes, et particulièrement à celles qui font la retraite spirituelle un jour chaque mois (Paris, 1707). En outre, dès 1696, parut un 
Abrégé de la retraite spirituelle (Lyon) ; en 1704, une 
Retraite pour se préparer à la mort et, en 1721, les Moyens de conserver les bons sentimens que la retraite inspire…
(Paris), qui attestent le succès du livre, pour ne rien dire
des nombreuses éditions, traductions et contrefaçons.
De 1712 à 1720, Croiset fit paraître les Exercices de piété pour tous les jours de l’année, contenant l’explication du mystère, ou la vie du saint de chaque jour, avec des réflexions sur l’épitre et une méditation sur l’évangile de la messe, et quelques pratiques de piété propres à toutes sortes de personnes (Lyon), en douze volumes, un pour chaque
mois, auxquels s’ajoutèrent, en six volumes, des Exercices de piété pour tous les dimanches et fêtes mobiles de l’année contenant ce qu’il y a de plus instructif et de plus intéressant dans ces jours-là avec la Vie de Jésus-Christ
(Lyon, 1721-1723). L’ensemble forme une « année chrétienne » 
en dix-huit volumes, dont les rééditions, traductions, 
extraits se poursuivent, nombreux, jusqu’au
milieu du 19e siècle : Année chrétienne ou Exercices de piété… (1812), …ou Vies des Saints (1852), Les Vies des saints (2 in-folio, 1723), Vie de Notre-Seigneur (2 t.,
1726), etc.
Lors de son retour à Lyon, en 1711, Croiset publie ses
Règlemens pour Messieurs les pensionnaires des Pères Jésuites du Collège de Lyon, qui peuvent leur servir de règle de conduite pour toute leur vie (Lyon ; autres 
éditions : Heures et règlemens…). Cet ouvrage, qui comporte 
bientôt deux volumes dans ses rééditions, s’adapte
sans doute à la formation des adolescents, mais son
contenu en fait un des premiers Livre du chrétien. Aux 
conseils de portée durable sur la vie chrétienne et la vie
spirituelle, se joignent des méditations et un formulaire 
de prières, extrait du bréviaire ou du rituel, pour les 
diverses circonstances de la vie. Les pensionnaires de 
Lyon ne furent pas les seuls à en bénéficier et leur nom 
disparut du titre. Au même public, Croiset offrit 
Le parfait modèle de la jeunesse chrétienne dans la vie de S. Louis de Gonzague (Avignon, 1735). À signaler aussi
deux autres ouvrages spirituels : Parallèle des mœurs de ce siècle et de la morale de Jésus-Christ (Paris, 1727)
et Des Illusions du cœur dans toutes sortes d’états et de conditions (Lyon, 1736).
Jean Croiset fut un directeur de conscience recherché,
un prédicateur de retraites fermées de talent et un
propagandiste zélé des congrégations mariales, notamment 
à Marseille, où il s’occupa des congrégations des
théologiens, des nobles et des dames. Il rédigea un
audacieux Règlement pour les Dames de la Congrégation établie à Marseille sous le titre de la Purification (Lyon,
1710). Mentionnons enfin sa Relation de tout ce qui s’est fait à Marseille et ailleurs pour obtenir la cessation du mal contagieux (Lyon, 1722).

## Doctrine spirituelle
Tous les historiens de la
dévotion au Sacré-Cœur reconnaissent le rôle prépondérant 
du premier ouvrage de Croiset. C’est lui qui l’a
fait sortir d’un cercle restreint d’amis de la Visitation
pour la répandre dans le grand public ; qui en a dessiné
nettement les traits, en même temps qu’il précisait,
dans son Abrégé de la vie de la sœur Marguerite-Marie Alacoque, 
les circonstances de la révélation à
Paray-le-Monial.
La doctrine, diffuse dans les écrits alors inédits de
Marguerite-Marie et implicite dans la Retraite spirituelle
de Claude La Colombière, se trouve désormais formulée
en termes clairs, principalement dans la première partie
{les motifs de cette dévotion), qui en définit l’objet et la
fin : l’amour du Fils de Dieu, manifesté notamment dans
l’eucharistie, mais méconnu des hommes, qu’il faut
reconnaître et honorer par un retour d’amour, qui portera 
à réparer les outrages ou l’indifférence dont il est
l’abjet. « Toute cette dévotion ne consiste, à proprement
parler, qu’à aimer ardemment Jésus-Christ, que nous
avons sans cesse avec nous dans l’adorable eucharistie,
et à lui témoigner cet ardent amour par le regret qu’on
a de le voir si peu aimé et si peu honoré des hommes, et
par les moyens que l’on prend pour réparer ce mépris
et ce peu d’amour » (ch. 1). La deuxième partie (moyens
d’acquérir cette dévotion) et la troisième (pratique de
cette dévotion) formulent des conseils ascétiques, suggèrent 
des exercices précis, proposent des méditations, qui facilitent la mise en pratique de cette dévotion.
Les ouvrages postérieurs de François Froment 
(La véritable dévotion au Sacré-Cœur de Jésus-Christ, Besançon, 
1699, entrepris en même temps que celui de Croiset),
et de Joseph de Gallifet (De l’excellence de la dévotion au Cœur adorable de Jésus-Christ, Lyon, 1733) ne firent pas
oublier celui de Croiset. Ce fut néanmoins le seul ouvrage
qu’il consacra à la dévotion au Sacré-Cœur. Écarté de
Lyon, et voyant son ouvrage mis à l’Index, il se tut sur
ce sujet. Ni son Année chrétienne, au vendredi qui suit
l’octave de la Fête-Dieu, ni ses Règlemens pour Messieurs les pensionnaires, parmi les pratiques de dévotion, ne la
proposent. Il n’est pas douteux qu’après l’enthousiasme,
peut-être intempestif, de ses premières années de sacerdoce, 
Croiset ne s’imposât lui-même cette réserve, pour
satisfaire aux directions de ses supérieurs. Il écrit cependant 
de Lyon le 29 août 1713 à la sœur Chalon : « J’espère 
donner prochainement sa vie (de Marguerite-Marie) 
en un volume entier », et il réclame des documents. 
Cette vie n’a pas été publiée (Fr.-L. Gauthey,
Vie…, t. 1, p. 612-613).
Par la propagation de la retraite pour un jour chaque
mois, procurant « un moyen facile de faire la retraite
à toutes sortes de personnes, surtout à ceux qui à raison
de leurs occupations n’ont pas assez de loisir pour consacrer 
huit à dix jours à une retraite annuelle », Croiset
se montre un initiateur. Pareillement, en offrant ce guide
quotidien que sont ses Exercices de piété, sorte 
d’année chrétienne, qui répond peut-être à celle du janséniste
Nicolas Letourneux (Année chrétienne, Paris, 1684 svv ;
à l’Index en 1691), Croiset se distingue par une utilisation 
plus marquée de l’année liturgique (sanctoral et
temporal), pour alimenter la méditation quotidienne.
La doctrine spirituelle de Croiset ne peut être dite
réellement originale. Toute son attention se porte sur
l’ascétique, la pratique des vertus, l’opposition à l’esprit 
du monde. Dans cette lutte constante, l’effort est
soutenu par la méditation des grandes vérités de la
première semaine des Exercices, les seules développées
dans ses retraites mensuelles, ses Règlements, et principalement 
par la pensée de la mort. Cette dernière est
prépondérante, parce qu’« à la mort chacun a l’esprit
chrétien ». Il y revient constamment, comme à la
lumière qui juge pensées et démarches. La fin même de la
retraite mensuelle est de « se mettre, par un véritable
changement de vie, en état de bien mourir ». Croiset n’en
guida pas moins, durant près de deux siècles, une foule
de chrétiens dans la vie spirituelle.

## Pour approfondir